# Осада Селинуса
Осада Селинуса (греч. Σελινοΰς) — одно из сражений арабо-византийских войн, произошедшее в октябре 891 года.

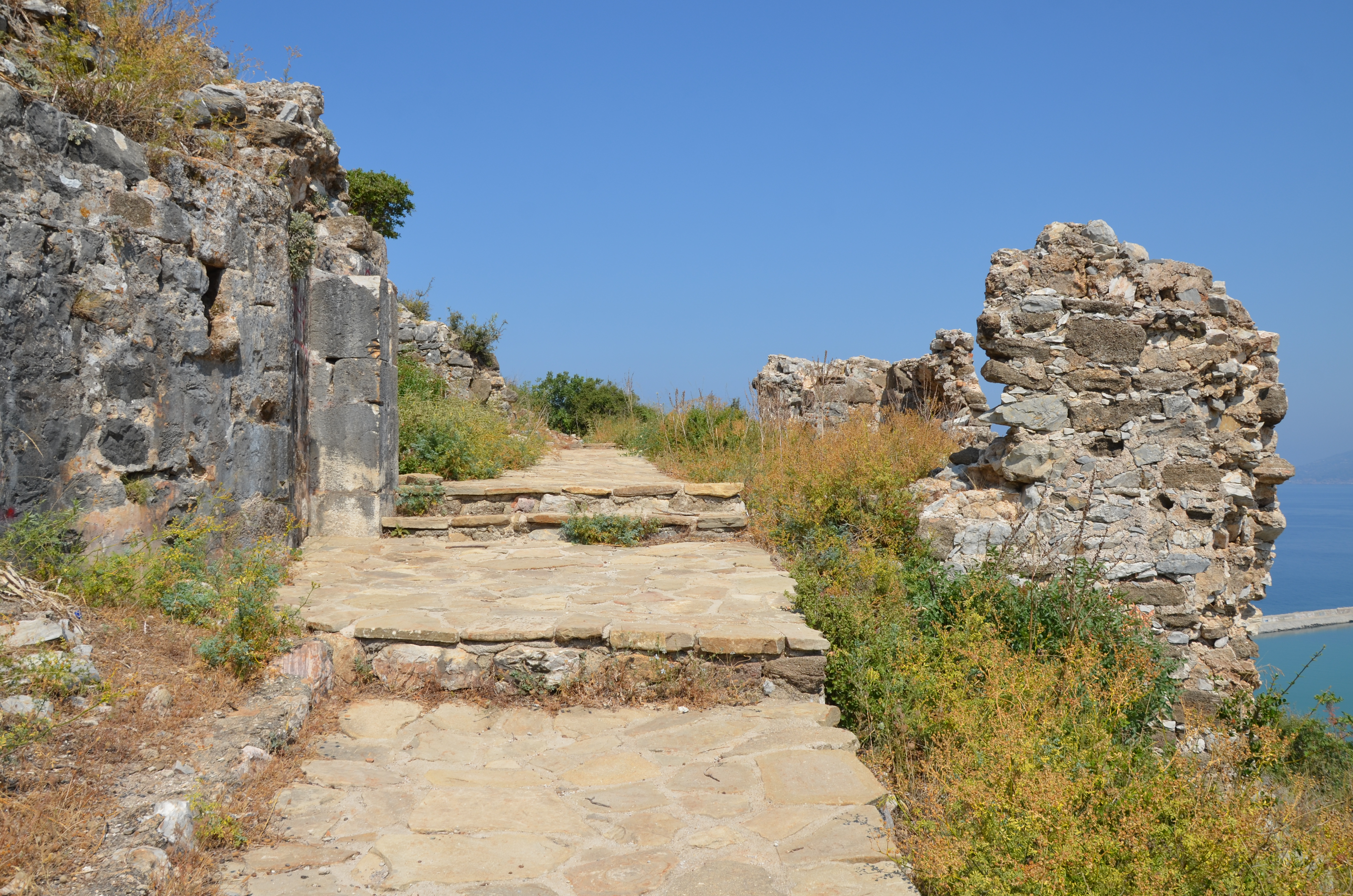
Руины стен Селинуса

3 октября 891 года в Тарсе соединились арабские контингенты Ахмеда-аль-Уджейфи, Язамана аль-Хадима и правителя Тарса Ибн-Аби-Исы. Объединённое арабское войско предприняло поход на территорию Византии и дошло вдоль южного берега Малой Азии до Селинуса (древний Селинунт, совр. Газипаша), прибрежного города западной Киликии. Флот под командованием Язамана поддерживал операцию сухопутных войск. 
Началась осада Селинуса. Город готов был уже сдаться, как 21 октября удачно брошенным камнем из катапульты был смертельно ранен Язаман. Обескураженное войско тотчас отступило от Селинуса по направлению к Тарсу. На следующий день, в пятницу 22 октября, Язаман умер в дороге. Его тело на плечах было перенесено в Тарс, где было захоронено.
Гибель Язамана, одного из талантливых арабских полководцев, на время отсрочила нападения арабов на византийские земли. Только в сентябре 893 года они предприняли новую попытку вторгнуться в византийские малоазиатские фемы.